# Томпсон, Джахейм
Джахейм Томпсон (англ. Jaheim Thompson; род. 6 октября 2007) — ангильский футболист, полузащитник юношеской команды английского клуба «Честерфилд» и сборной Ангильи.

## Карьера в сборной
Дебютировал за сборную Ангильи 18 ноября 2023 года в матче лиги наций КОНКАКАФ со сборной Бонайре (0:3), в котором вышел на замену на 63-й минуте вместо Джордана Динса. В 2024 году сыграл 4 матча за молодёжную сборную в рамках отборочного турнира молодёжного чемпионата КОНКАКАФ.